# قرش غالاباغوس
قرش غالاباغوس (الاسم العلمي Carcharhinus galapagensis)، نوع سمك من البنبكيات وجنس القرش الترابي. هذه الأنواع تفضل بيئات الشعاب المرجانية الصافية حول الجزر المحيطية، ويبلغ أقصى نمو لها 3 م.

## التوزيع
يوجد قرش غالاباغوس أساسًا في قوابل الجزر المحيطية الاستوائية. في المحيط الأطلسي، يوجد حول برمودا وجزر العذراء وماديرا والرأس الأخضر وجزيرة أسينشين وسانت هيلينا وجزيرة ساو تومي. أما في المحيط الهندي، في قبالة جنوب مدغشقر.وفي المحيط الهادي، ويوجد أيضًا حول جزيرة لورد هاو وجزر ماريانا وجزر مارشال وجزر كرماديك
```
وتوباي
 
وأرخبيل تواموتو
 وجزر 
هاواي
 
وأرخبيل غالاباغوس
 
وجزيرة كوكوس
 وجزر ريفيلاجيجيدو 
وجزيرة كليبرتون
 وجزيرة مالبيلو. هناك بعض التقارير عن هذا النوع في المياه القارية قبالة شبه الجزيرة الايبيرية، 
ولاية باها كاليفورنيا
، 
غواتيمالا
، 
كولومبيا
، وشرق 
أستراليا
.
[
2
]
```

## معرض صور

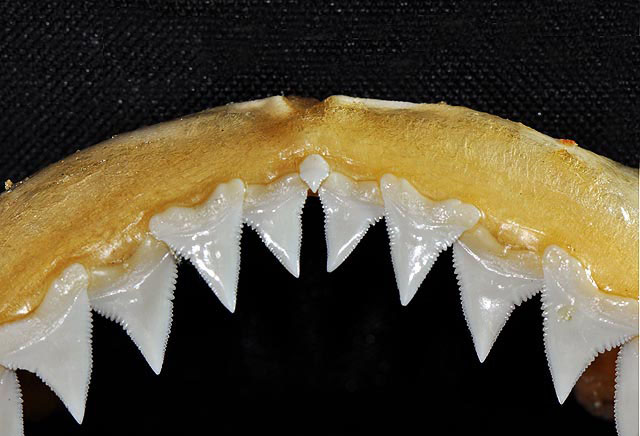
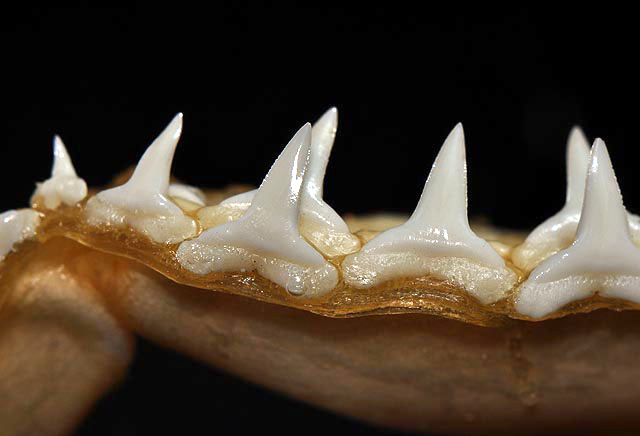
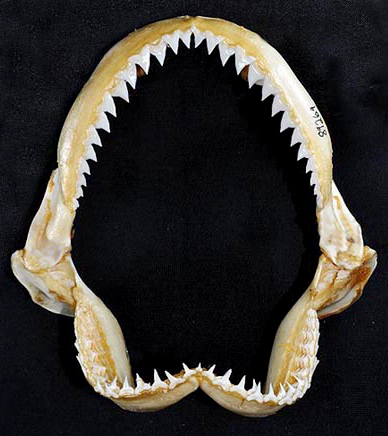
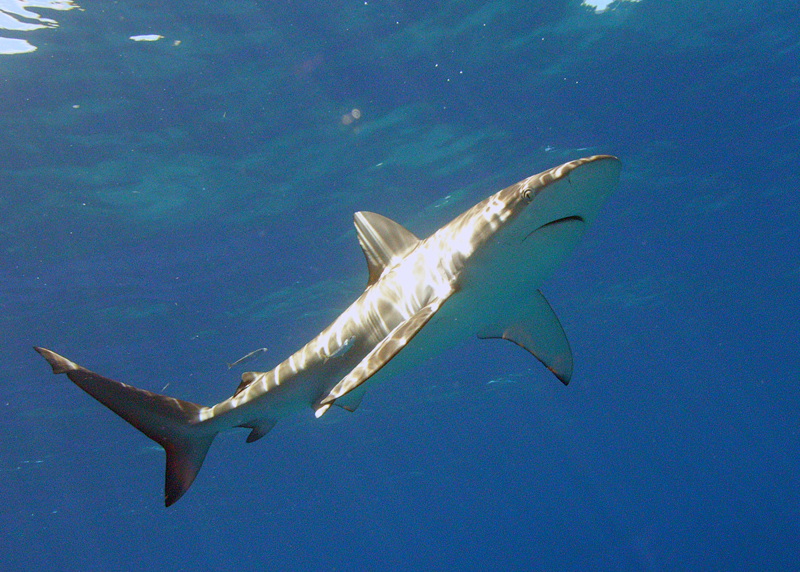